# Nuno da Cunha e Ataíde
Nuno da Cunha e Ataíde (Lisbona, 8 dicembre 1664 – Lisbona, 3 dicembre 1750) è stato un cardinale e vescovo cattolico portoghese.

## Biografia
Nacque a Lisbona nel 1664.
Papa Clemente XI lo elevò al rango di cardinale nel concistoro del 18 maggio 1712.
Morì il 3 dicembre 1750, cinque giorni prima del suo ottantaseiesimo compleanno.

## Genealogia episcopale e successione apostolica
La genealogia episcopale è:
- Cardinale Guillaume d'Estouteville, O.S.B.Clun.
- Papa Sisto IV
- Papa Giulio II
- Cardinale Raffaele Riario
- Papa Leone X
- Papa Clemente VII
- Cardinale Antonio Sanseverino, O.S.Io.Hieros.
- Cardinale Giovanni Michele Saraceni
- Papa Pio V
- Cardinale Innico d'Avalos d'Aragona, O.S.Iacobi
- Cardinale Scipione Gonzaga
- Patriarca Fabio Biondi
- Papa Urbano VIII
- Cardinale Cosimo de Torres
- Cardinale Francesco Maria Brancaccio
- Vescovo Miguel Juan Balaguer Camarasa, O.S.Io.Hieros.
- Papa Alessandro VII
- Cardinale Neri Corsini
- Vescovo Francesco Ravizza
- Cardinale Veríssimo de Lencastre
- Arcivescovo João de Sousa
- Vescovo Álvaro de Abranches e Noronha
- Cardinale Nuno da Cunha e Ataíde

La successione apostolica è:
- Cardinale Tomás de Almeida (1707)
- Vescovo Nuno Álvares Pereira de Melo (1710)
- Vescovo João de Mendonça (1713)
- Vescovo Fernando de Faro (1714)
- Vescovo João de Sousa de Castelo-Branco (1716)
- Arcivescovo Sebastião de Andrade Peçanha (1716)
- Vescovo João de Souza Carvalho (1716)
- Cardinale José Pereira de Lacerda (1716)